# پیش‌بند

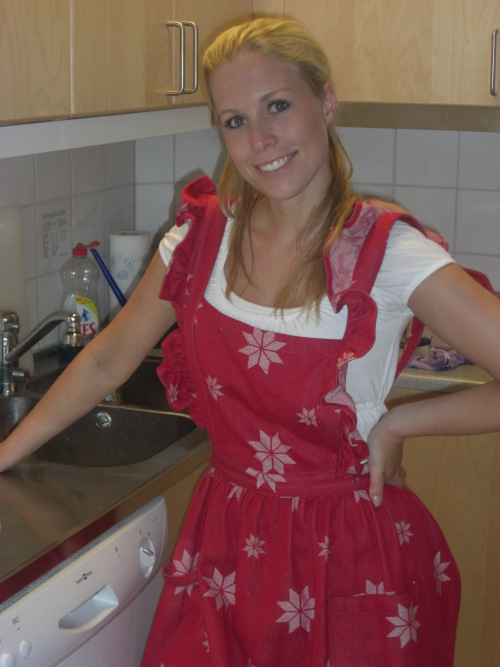
زن که پیش بند پوشیده است.

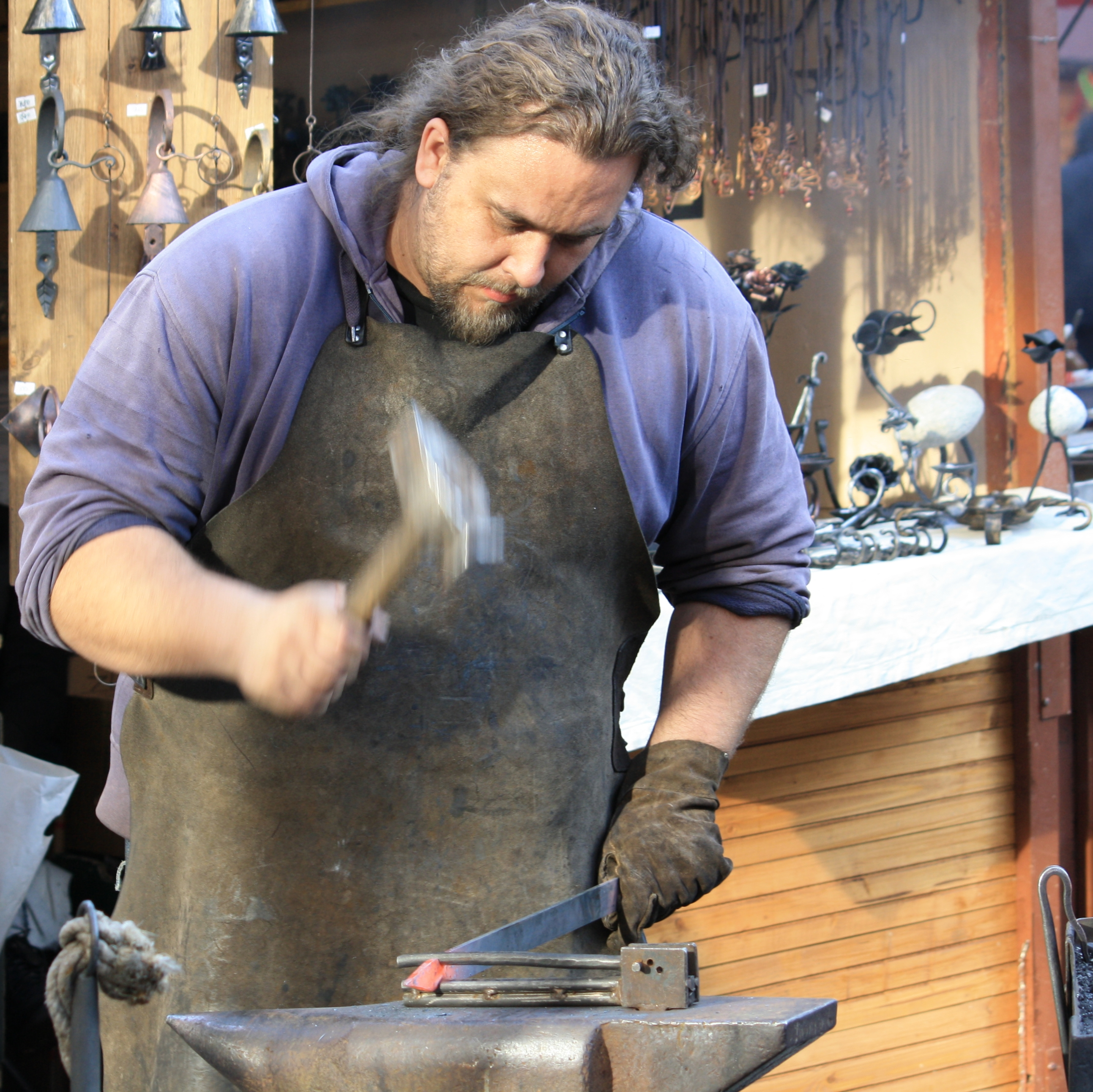
یک آهنگر با پیش بند.

پیش بند نوعی محافظ بیرونی برای پوشاک است که در درجه اول جلوی بدن را پوشش می‌دهد. پیش بند معمولاً از زیر گلو به پائین یا از کمر به پائین و حداکثر تا قوزک پا را می‌پوشاند. استفاده از پیش بند ممکن است به دلایل بهداشتی و همچنین به منظور محافظت از لباس‌ها از فرسودگی، ساییدگی و پارگی و مانند آن‌ها باشد یا ممکن است از آن برای معنایی نمادین بهره برده شود.
در چندین شغل مختلف، پیش بند معمولاً بخشی از لباس یا یونیفرم افراد از جمله  پیشخدمت ها، خدمتکاران و پرستاران است. بسیاری از زنان خانه‌دار نیز هنگام کار در خانه یا آشپزی، پیش بند می‌پوشند. همچنین ممکن است پیش بند به عنوان یک پوشاک تزئینی توسط زنان استفاده شود. در بسیاری از موسسات تجاری و کارگاه‌ها برای محافظت از لباس کارگران از آسیب، عمدتاً از پیش بند استفاده می‌کنند مانند آهنگران یا نعلبندان.
پیش بند می‌تواند علاوه بر پارچه از مواد مختلفی ساخته شده باشد. پیش بند لاستیکی معمولاً توسط افرادی که با مواد شیمیایی خطرناک کار می‌کنند پوشیده می‌شود و پیش بند سربی ویژه افرادی است که در معرض تابش پرتو ایکس قرار دارند مانند تکنسین‌های رادیولوژی. برخی از پیش بندها مانند پیش بندهای نجاران ممکن است جیب‌های بسیاری برای نگهداری ابزار داشته باشند. پیش بندهای ضد آب خانگی از پارچه مشمع یا پی وی سی ساخته شده که برای پخت‌وپز و شستن ظروف مناسب هستند.

## پیش بند در ایران
استفاده از پیش بند از دیرباز در ایران معمول بوده‌است. چنان‌که به روایت شاهنامه، درفش کاویانی که پرچم اسطوره‌ای و تاریخی ایران از عهد قدیم تا پایان حکومت ساسانیان بود از پیش بند چرمی کاوه آهنگر که برای درهم کوبیدن ستم و شکنجه بیدادگران به پا خواست ساخته شده بود.

## پیش بند در فراماسونری
در فراماسونری اعضای هر درجهٔ خاص، پیش بند ویژه متعلق به خود را دارند.

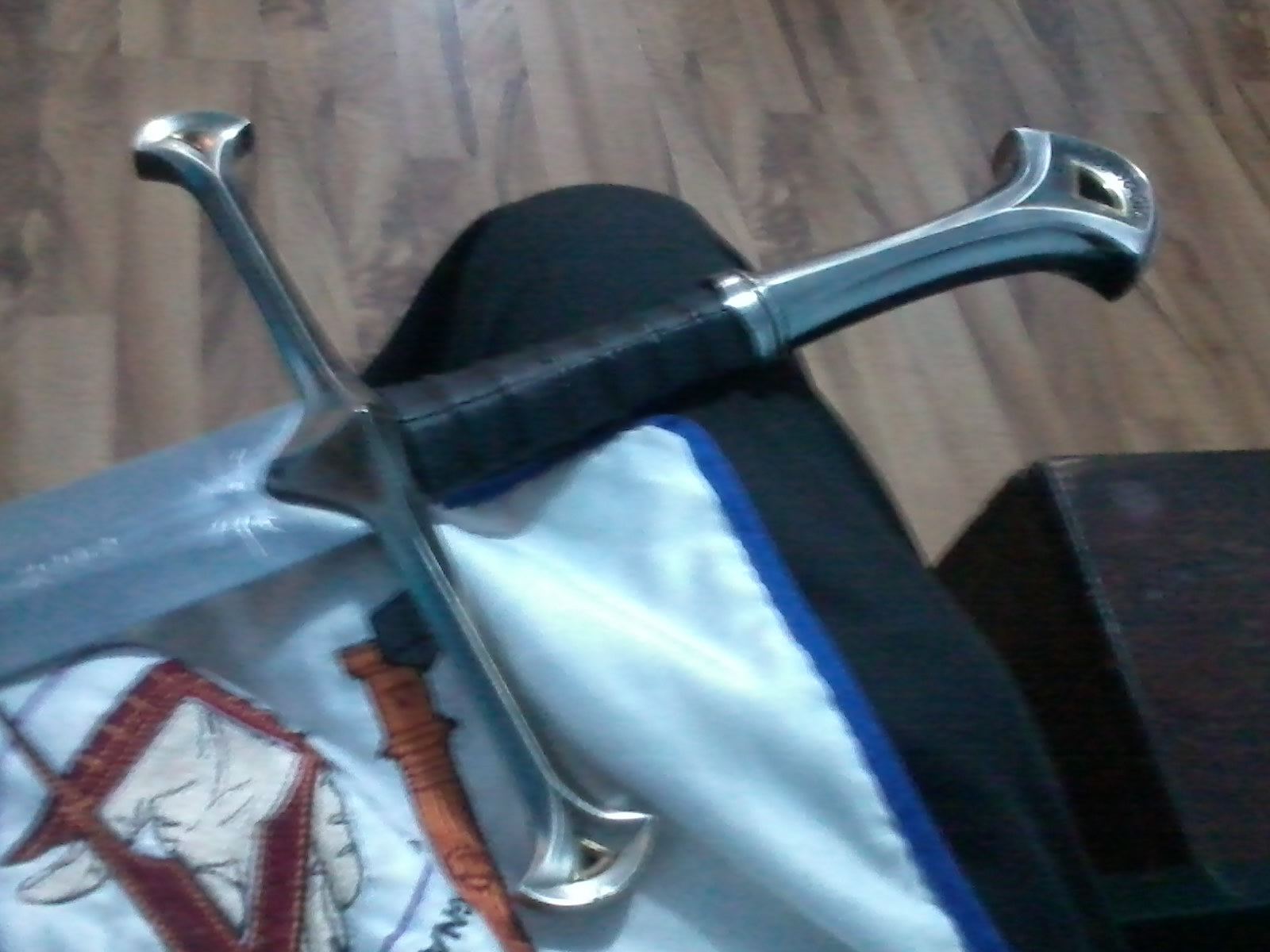
پیش بند فراماسونری

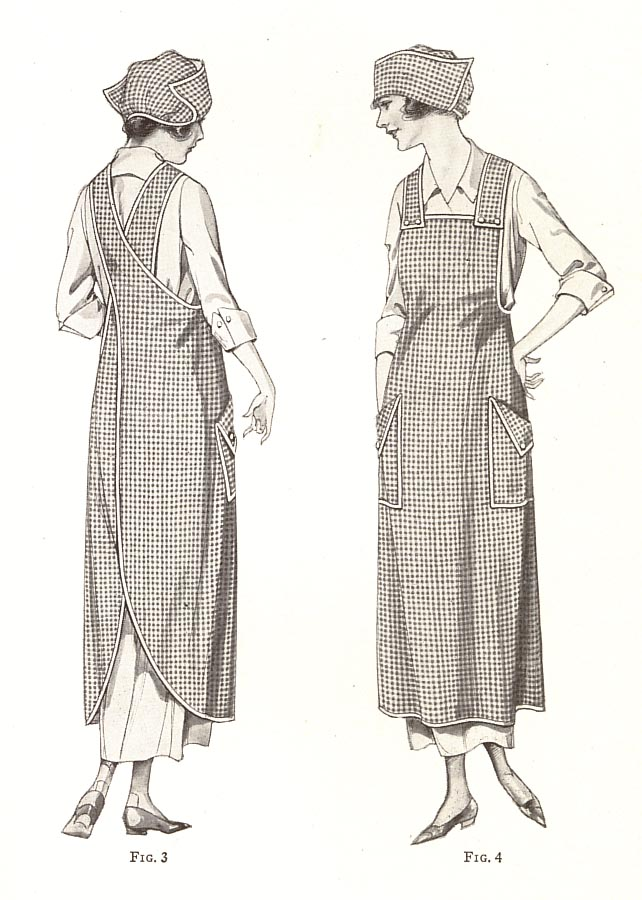
پیش بند تمام قد خانگی با بندهای متقاطع در دهه ۱۹۲۰